# Битка при Каркемиш
Битката при Каркемиш е сражение между армиите на Древен Египет и Нововавилонското царство, протекло около 605 г. пр.н.е. в близост до град Каркемиш, в североизточната част на Древна Сирия.
Каркемиш е последната столица на Новоасирийското царство, подложено в края на VII век на силен натиск от вавилонците. Етиптяните са съюзници на асирийците, но пристигат при Каркемиш със закъснение и градът вече е превзет от вавилонците. В последвалата битка египтяните и остатъците от асирийската армия претърпяват тежко поражение. Битката при Каркемиш слага край на Новоасирийското царство, както и на намесата на Египет в Плодородния полумесец.